# Generation Terrorists
Generation Terrorists je první studiové album velšské rockové skupiny Manic Street Preachers. Jeho nahrávání probíhalo od srpna do prosince 1991 ve studiu Black Barn Studios v Londýně. Jeho producentem byl Steve Brown a vyšlo v únoru 1992 u vydavatelství Columbia Records.

## Seznam skladeb
Autory všech textů jsou Richey Edwards a Nicky Wire; hudbu složili James Dean Bradfield a Sean Moore. Jedinou výjimkou je píseň „Damn Dog“, jejíž autory jsou Jacob Brackman a Billy Mernit.
| Pořadí | Název                             | Délka |
| ------ | --------------------------------- | ----- |
| 1.     | Slash 'n' Burn                    | 3:59  |
| 2.     | Nat West–Barclays–Midlands–Lloyds | 4:32  |
| 3.     | Born to End                       | 3:55  |
| 4.     | Motorcycle Emptiness              | 6:08  |
| 5.     | You Love Us                       | 4:18  |
| 6.     | Love's Sweet Exile                | 3:29  |
| 7.     | Little Baby Nothing               | 4:59  |
| 8.     | Repeat (Stars and Stripes)        | 4:09  |
| 9.     | Tennessee                         | 3:06  |
| 10.    | Another Invented Disease          | 3:24  |
| 11.    | Stay Beautiful                    | 3:10  |
| 12.    | So Dead                           | 4:28  |
| 13.    | Repeat                            | 3:09  |
| 14.    | Spectators of Suicide             | 4:40  |
| 15.    | Damn Dog                          | 1:52  |
| 16.    | Crucifix Kiss                     | 3:39  |
| 17.    | Methadone Pretty                  | 3:57  |
| 18.    | Condemned to Rock 'n' Roll        | 6:06  |

## Obsazení
Manic Street Preachers
- James Dean Bradfield – kytara, zpěv
- Richey Edwards – kytara
- Sean Moore – bicí, perkuse, doprovodné vokály
- Nicky Wire – bskytara

Ostatní hudebníci
- Dave Eringa – klavír, varhany v „Nat West–Barclays–Midlands–Lloyds“, „You Love Us“, „Spectators of Suicide“ a „Crucifix Kiss“
- Traci Lords – zpěv v „Little Baby Nothing“
- Richard Cottle – klávesy v „Motorcycle Emptiness“
- May McKenna – doprovodné vokály v „Another Invented Disease“
- Jackie Challenor – doprovodné vokály v „Another Invented Disease“
- Lorenza Johnson – doprovodné vokály v „Another Invented Disease“